# Fusil fotográfico

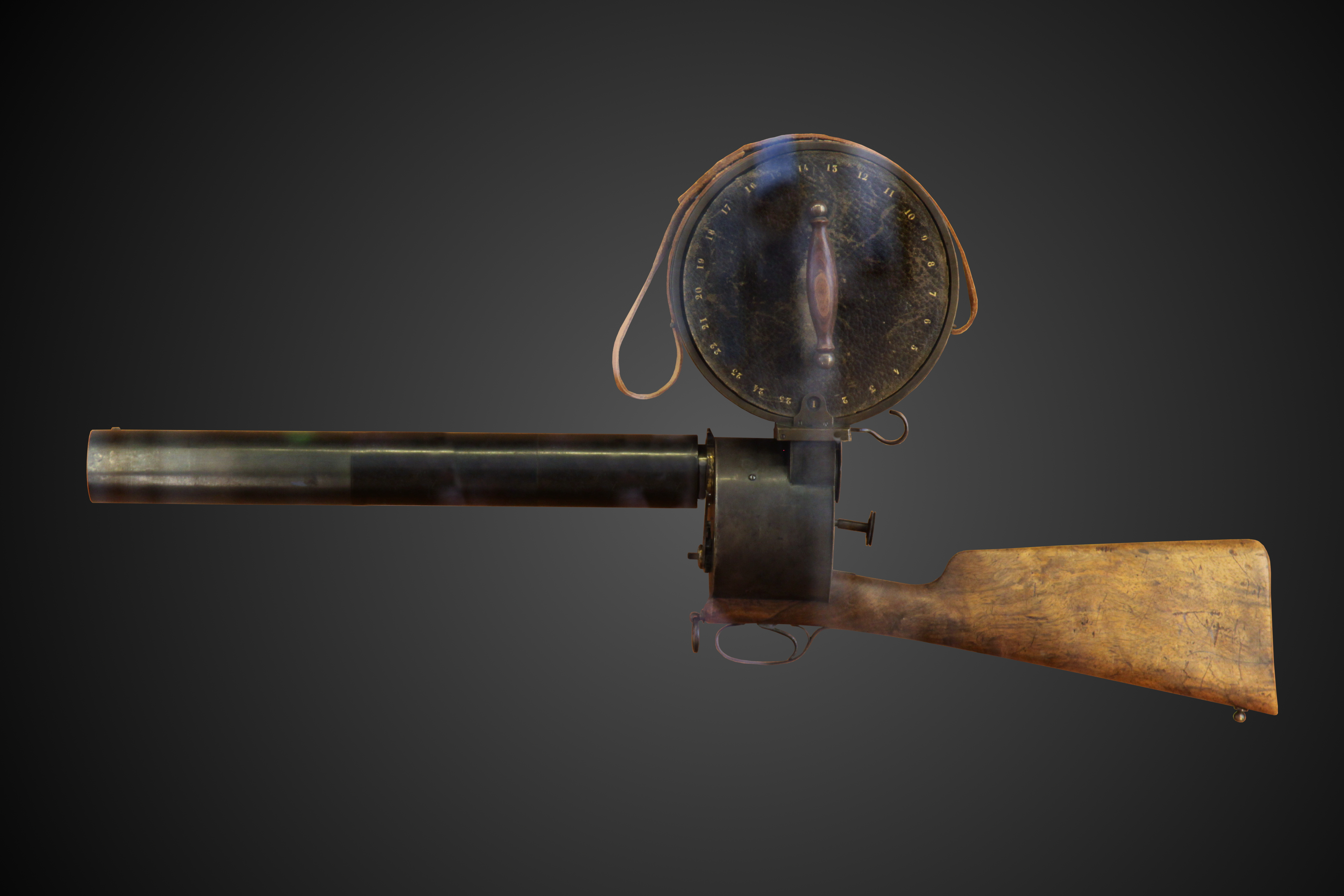
El fusil fotográfico inventado por Marey

El fusil fotográfico o cronofotógrafo es uno de los antepasados de la cámara fotográfica. Fue inventado el 1882 por Étienne-Jules Marey, un científico y cronofotógrafo francés. Podía llegar a disparar 12 imágenes por segundo. Fue el primer invento en captar imágenes en movimiento en una misma placa cronomatográfica, utilizando un obturador mecánico.

## Historia

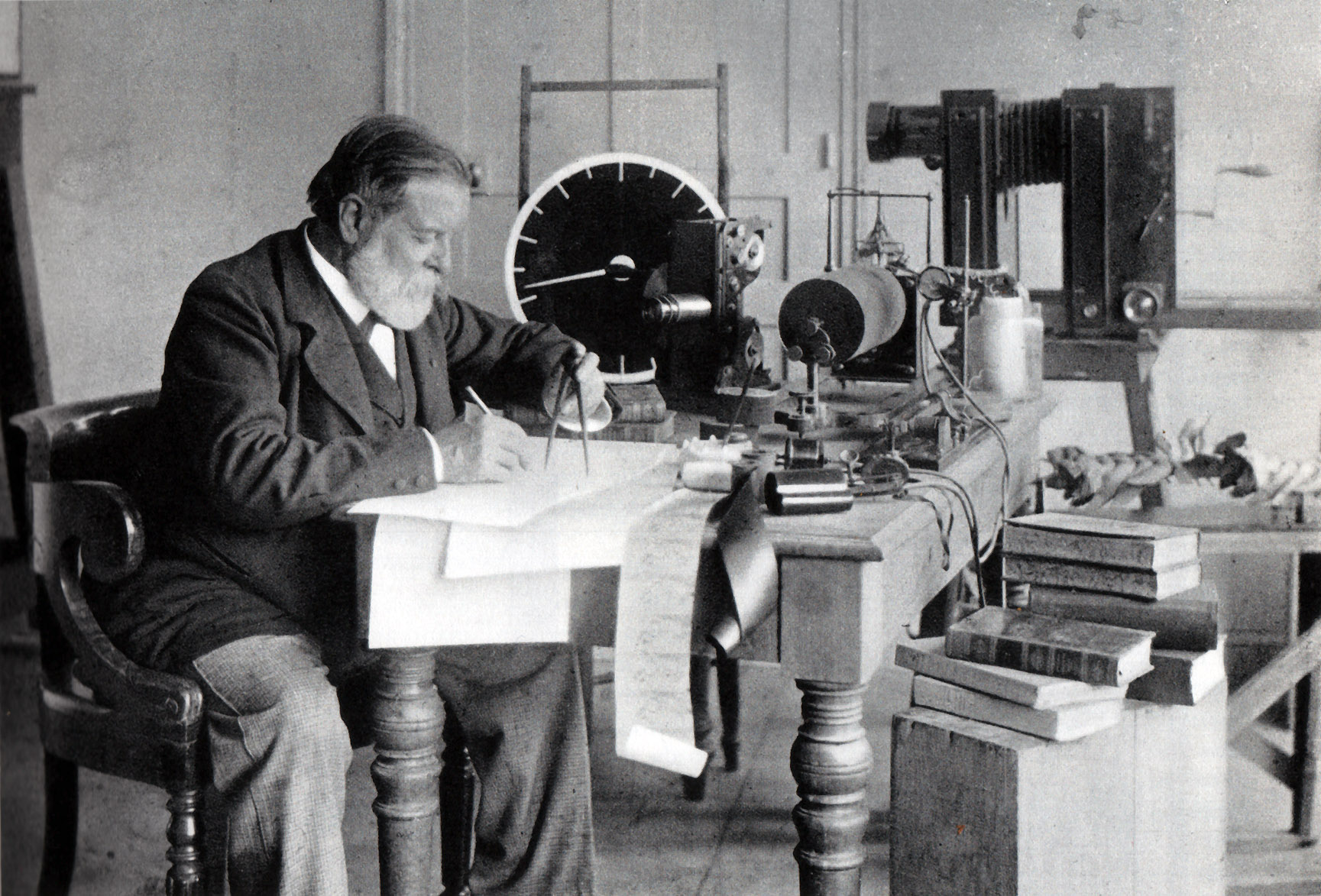
Étienne-Jules Marey, inventor del fusil fotográfico.

Étienne-Jules Marey lo inventó el 1882, basándose en el Revólver Fotográfico que había inventado el 1874 el astrónomo francés Jules Janssen. Este último lo inventó porque quería estudiar las diferentes fases del sol y los movimientos de Venus. Marey, en cambio, lo quería para estudiar como los animales, los insectos y los pájaros se movían. Intentó utilizar el fusil para estudiar seres más grandes como caballos o personas, pero las imágenes se sobreponían a la película: la lentitud de los animales más grandes no daba tiempo a que, entre fotografía y fotografía, el sujeto se hubiera separado suficiente de su posición anterior y aparecían demasiado juntas y sobrepuestas.
Este invento inspiró a los hermanos Lumiérè a crear el cinematógrafo.

## Funcionamiento
El funcionamiento de un fusil fotográfico es muy similar al de un fusil normal, con empuñadura, cañón y tambor giratorio, excepto que este no trae balas, sino placas fotográficas con las cuales captaba la luz a alta velocidad. Funcionaba de este modo: se hacía retroceder el martillo hasta el final, movimiento que permitía mover el tambor, donde había las placas fotográficas. Al tambor también había un obturador, que impedía que la luz entrara cuando no se estaba haciendo la foto, y en el cañón del arma había la lente. Si se quería cambiar el enfoque, se tenía que cambiar la longitud del cañón del arma.

## Uso

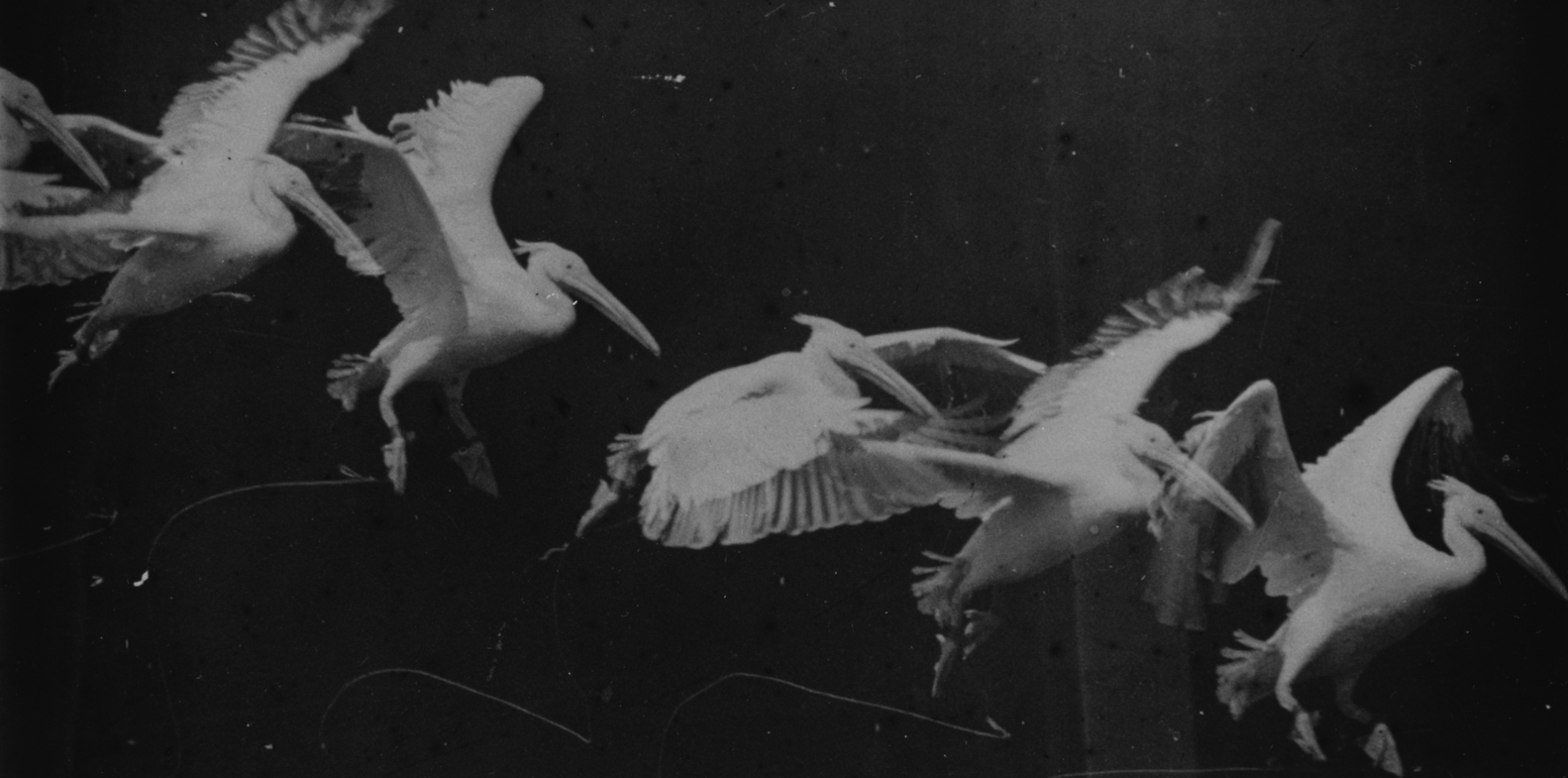
Imágenes creadas por Marey con el Fusil Fotográfico

Marey era médico y estaba interesado en el movimiento de los cuerpos, hecho que todavía no estaba muy estudiado a la época. Con el fusil fotográfico, apuntaba a la acción que le interesaba investigar y disparaba un golpe, que conseguía 12 imágenes por segundo. La máquina, gracias al movimiento circular del tambor, animado por mecanismos de relojería, podía llegar a lograr una velocidad de obturación de 1/700 segundos. Esta velocidad era causada por el descubrimiento de nuevas sustancias químicas, que cada vez eran más sensibles a la luz. Después, cuando se revelaban las imágenes, se imprimían en un vidrio preparado con una disolución gelatinosa de bromuro de plata y quedaban todas juntas en la misma fotografía. De este modo, le quedaba una secuencia de imágenes en que quedaba retratado el movimiento que le interesaba estudiar, mostrando detalles nunca vistos en el movimiento de personas y animales. De este método de hacer fotografías, denominó Cronofotografía.
Uno de los principales problemas de este invento es que no se podían hacer las diferentes fotografías desde el mismo punto de vista, puesto que el usuario estaba quieto respeto lo que quería fotografiar, que se movía muy rápidamente. Para solucionar el problema se inventó el cronógrafo, que tenía las mismas características que el fusil pero traía raíles que le permitían hacer un desplazamiento lateral. De este modo se conseguía un punto de vista igual a todas las fotografías.
Entre las diferentes cosas que estudió hay: el vuelo de los pájaros, el salto de un hombre, como los gatos caen de cuatro patas, etc.
Este método de fotografía ya había sido utilizado antes de una manera parecida por Eadweard Muybridge el 1877. Utilizando no una sola cámara para hacer las 12 fotos, sino 12 aparatos diferentes, consiguió retratar el galope de un caballo, y demostrando que, cuando este galopa, hay un momento en que ninguna pata toca el suelo.

## Caída en desuso
Con el tiempo y mejoras en sus investigaciones e inventos, Marey acabó cambiando el rifle fotográfico por una cámara de cronofotografía. Esta tenía una placa fija y un obturador con el que se podía controlar el tiempo. Sustituyó la placa de vidrio por una cinta de papel fotosensible que se movía solo por dentro de la cámara gracias a un electroimán. Finalmente, acabó sustituyendo el papel por el negativo, así podía obtener infinitas copias de su trabajo.
Marey tuvo muchos ayudantes, que lo ayudaron a desarrollar la técnica de la cronofotografía, entre ellos Georges Demeny.

## Aplicaciones e influencias posteriores
El fusil fotográfico fue un invento que contribuyó totalmente en los estudios de la síntesis del movimiento pero que también fue un escalón en el desarrollo y creación de otros inventos, movimientos y máquinas. Para empezar, la mayor influencia que ejerció el fusil fotográfico fue en la creación del cinematógrafo de los hermanos Lumière ya que logró sintetizar el movimiento en 12 exposiciones por segundo, por lo tanto, creó un importante antecedente al sistema de captación de la luz y el movimiento que tendría el cinematógrafo.
El fusil fotográfico también se considera antecedente de una ametralladora usada durante la Primera Guerra Mundial llamada "Mark III Hythe machine gun camera". Esta arma fue usada por las fuerzas aéreas británicas para entrenar a sus tiradores en el combate aéreo. Una de las razones de su uso era que la película de 120mm era mucho más barata que la munición que se necesitaba; pero la principal razón es que las fotografías resultantes podían permitir ver a los evaluadores como de preciso era el piloto durante el combate de simulación. Así que, el sistema de captación fotográfica del fusil se convirtió en precursor de una herramienta de entrenamiento militar.
En el ámbito artístico, los trabajos resultantes del fusil fotográfico se consideran influyentes en el movimiento de vanguardia llamado futurismo, pues este movimiento se basaba en la búsqueda de la captación del movimiento. El futurismo, amparado en la experimentación formal de las vanguardias de principios del siglo XX, tenía como ideales el rechazo a la estética tradicional y el interés por la vida contemporánea, la innovación y las últimas tecnologías. Los temas dominantes eran la máquina y el movimiento. Para representar este movimiento repetían la misma imagen como si fuera una secuencia fílmica, a lo que llamaron simultaneísmo. Esto recuerda a las secuencias de imágenes de un mismo animal o persona que realizó Marey en sus estudios. En las palabras de Jonathan Miller: “Étienne Jules Marey era un médico cualificado y no habría habido ningún movimiento futurista italiano sin su extraordinaria influencia”.